# Hornady
Hornady Manufacturing Company est un fabricant américain de cartouches, de composants et d'équipements de chargement manuel, basé à Grand Island, dans le Nebraska.

## Histoire
L'entreprise est actuellement dirigée par Steve Hornady, le fils de Joyce Hornady, qui a pris la relève après la mort de son père dans un accident d'avion le 15 janvier 1981. Le Piper Aztec, piloté par Hornady dans un brouillard épais, s'est écrasé sur le lac Pontchartrain alors qu'il était en approche finale de l'aéroport de Lakefront (en) à La Nouvelle-Orléans.

### Pacific Tool Company
Steve Hornady travaille pour la Pacific Tool Company de 1960 à 1971, à partir du déménagement de l'entreprise de la Californie au Nebraska, jusqu'au rachat de Pacific Tool par Hornady. La DL-366 de Pacific a été le dernier produit de cette compagnie, repris ensuite par Hornady. Elle est toujours fabriquée par Hornady sous le nom de .366 Auto.

## Produits

### Cartouches
Hornady fabrique des cartouches pour le tir sur cible et la chasse, ainsi que des munitions d'autodéfense. En 1990, la cartouche Hornady XTP (Extreme Terminal Performance) remporte le prix du mérite 1990 décerné par la National Association of Federal Licensed Dealers. L'entreprise est le principal fabricant des cartouches à percussion annulaire .17 HMR et .17 HM2, devenues de plus en plus populaires pour la chasse au petit gibier et aux nuisibles. Hornady travaille en étroite collaboration avec le fabricant d'armes à feu Ruger sur le développement de la nouvelle gamme de cartouches Ruger, notamment les cartouches .480 Ruger (en), .204 Ruger et .375 Ruger (en),,.
L'entreprise a mis au point la munition LEVERevolution, qui utilise une balle Spitzer avec une pointe en élastomère souple pour offrir de meilleures performances aérodynamiques que les balles plus plates, tout en éliminant le risque qu'un choc entraîne la pointe en polymère d'une balle dans le magasin à tubes d'un fusil à levier dans l'amorce de la cartouche qui précède, provoquant ainsi une explosion.
Au début de l'année 2012, Hornady sort une balle « Zombie Max », apparemment en raison de l'intérêt croissant pour le Zombie Shooting aux États-Unis.
Hornady lance les munitions Vintage Match pour reproduire les spécifications militaires d'origine propres aux fusils de guerre tels que le Mauser Gewehr 98, le Lee-Enfield, le Mosin-Nagant, le Mauser Suédois ou d'autres fusils chambrés en 6,5 × 55 mm, .303 British, 7,62 × 54 mm R, 7,92 × 57 mm Mauser et .30-06.

#### 6,5mmCreedmoor
En 2007, Hornady lance la première cartouche 6,5 mm Creedmoor. La cartouche 6,5 mm Creedmoor (en) est développée conjointement par David Tubb, ancien tireur de compétition du corps des Marines, et David Emary, balisticien chez Hornady. Hornady fabrique des cartouches, des balles et des matrices de rechargement pour le 6,5 Creedmoor.

#### 6,5 PRC
La cartouche 6,5 PRC (Precision Rifle Cartridge) est initialement conçue par George Gardner de GA Precision et Hornady en 2013 et présentée au SHOT Show (en) 2018. Il s'agit essentiellement d'une version plus puissante et à tir plus plat du 6,5 mm Creedmor. Elle utilise la même balle, mais pas la même douille,.

#### 300 PRC
Hornady obtient la cartouche 300 Precision Rifle Cartridge standardisation SAAMI (en) en 2018,. En 2019, elle est normalisée C.I.P. en tant que 300 PRC. La cartouche .375 Ruger a servi de base à la cartouche .300 Precision Rifle Cartridge (300 PRC) qui est essentiellement une version rétrécie du .375 Ruger. La douille .375 Ruger est utilisée par Hornady comme base pour une nouvelle cartouche à très longue portée, car elle a la capacité de fonctionner avec des pressions de chambre élevées qui, combinées à un col et à une gorge de canon optimisés pour charger des balles relativement longues et lourdes de diamètre .308 à très faible traînée sans qu'il soit nécessaire de placer les balles profondément en retrait dans la douille, permettent d'obtenir des vitesses à la bouche adéquates avec des fusils à verrou de la taille d'un magnum. Les fusils chambrés pour la cartouche .300 Precision Rifle doivent être capables de traiter des cartouches d'une longueur totale de 93,98 mm à très faible traînée,.

### Rechargement manuel
Hornady fabrique une gamme de composants pour le chargement manuel, notamment des douilles de cartouches, des balles et de la chevrotine. Hornady produit également une large gamme d'équipements de chargement manuel tels que des presses, des matrices, des mesures de poudre (en), des balances, des outils de préparation des douilles, des jauges, des culbuteurs, des bains à ultrasons et d'autres accessoires, ainsi que la publication d'un vadémécum de rechargement qui en est actuellement à sa 11e édition.

### Sécurité
En 2013, Hornady lance sa division Sécurité, dédiée aux produits et accessoires de stockage d'armes à feu. Leurs coffres-forts pour armes à feu sont proposés dans différentes catégories de produits, notamment les coffres-forts RAPiD, les coffres-forts à clé et les boîtes à serrure. Hornady vend également des accessoires pour les coffres-forts, tels que des déshumidificateurs, des supports et des cintres pour armes à feu, des accessoires RFID, etc. En 2015, Hornady rachète SnapSafe, un fabricant connu pour ses coffres-forts modulaires dont le siège se trouve également à Grand Island, mais ces produits restent commercialisés sous la marque SnapSafe.